# Lakritz

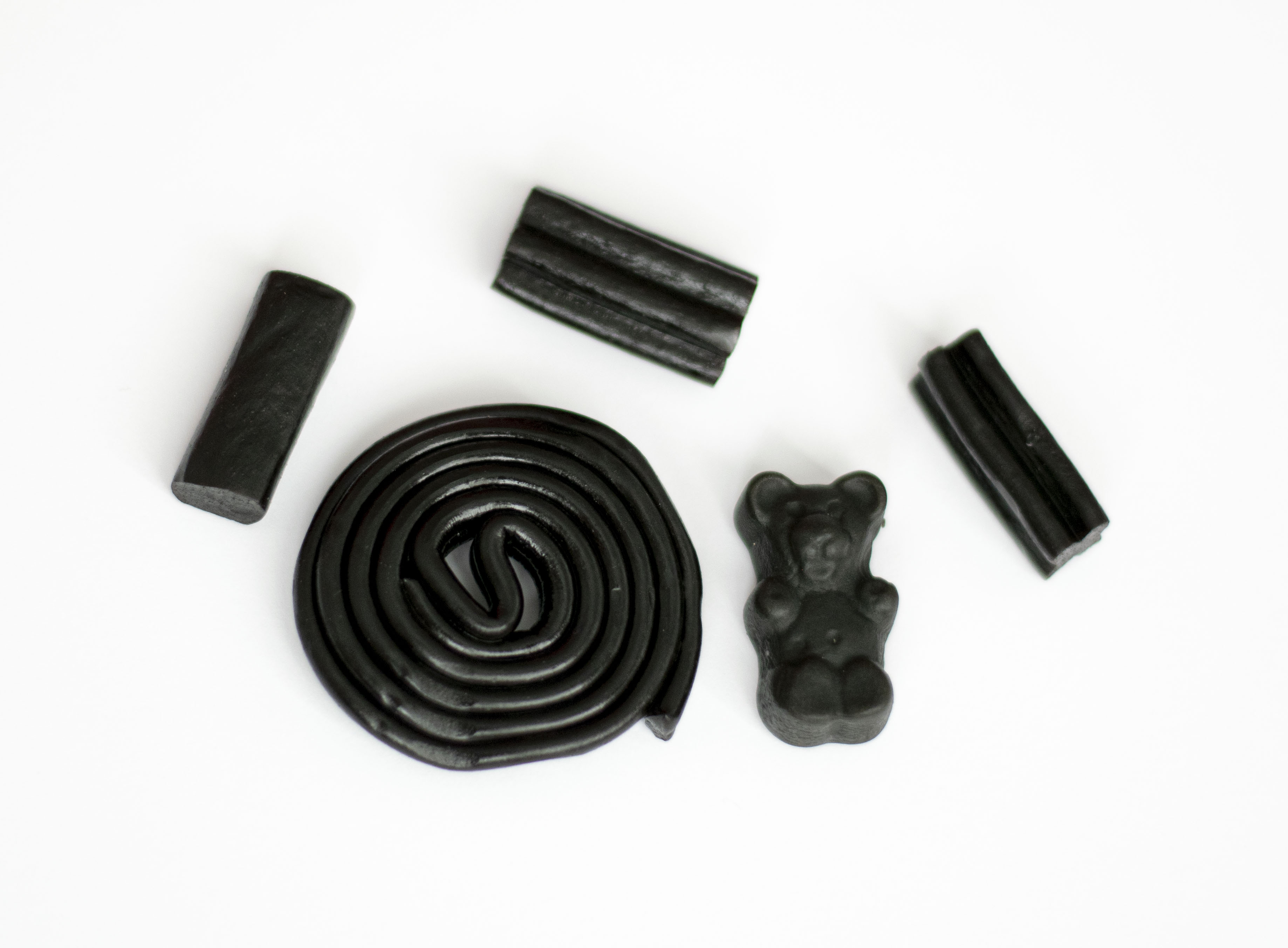
Lakritz-Formvarianten (Stange, Schnecke, Bär)

Lakritz oder Lakritze (über mittelhochdeutsch lakeritze und lateinisch liquiritia von griechisch glykyrrhíza „Süßwurz“) ist der Wurzelextrakt (als eingedickter Saft) des Echten Süßholzes (Glycyrrhiza glabra). Zudem wird der Begriff für Produkte auf dessen Basis verwendet. Lakritz wird im Süden Deutschlands, in Österreich, in der Schweiz und in Südtirol auch Bärendreck genannt. Es ist auch in zahlreichen anderen Produkten enthalten, beispielsweise in Getränken.

## Lakritz als Süßigkeit

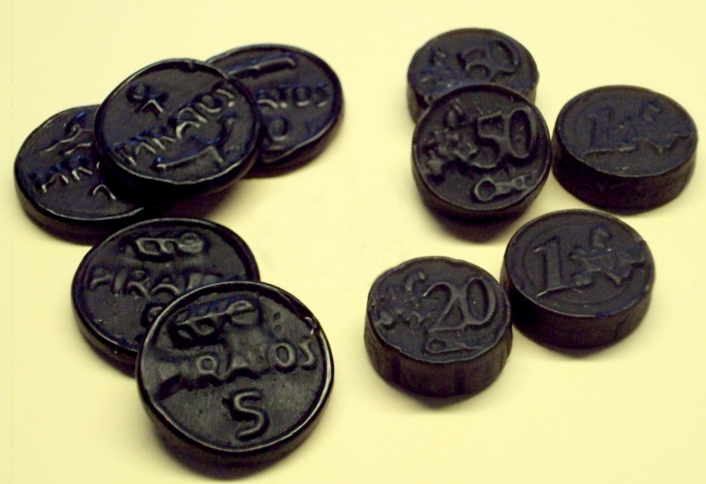
Lakritztaler aus Hartlakritz (links) und Weichlakritz (rechts)

Insbesondere als Süßigkeit für Kinder ist Lakritz seit dem Beginn des 20. Jahrhunderts in zahlreichen Formen beliebt, so als Schnecken, Rauten oder als Taler.
Bei der Herstellung von Lakritz werden die Inhaltsstoffe aus den Wurzeln des Echten Süßholzes als Rohlakritz extrahiert und eingedickt. Zusätzlich werden Zuckersirup, Mehl und Gelatine zugesetzt, um daraus die üblichen Lakritzformen herzustellen. Vermischt mit Stärke, Agar, Anis, Fenchelöl, Pektin und teilweise Salmiak werden die üblichen Lakritzvariationen hergestellt. Die schwarze Farbe, die Lakritzsüßigkeiten in der Regel haben, ist bisweilen mit dem Farbstoff E 153 (Aktivkohle) künstlich verstärkt.
In den Niederlanden, Skandinavien und Finnland ist Lakritz (niederländisch drop, dänisch lakrids, finnisch lakritsi) sehr verbreitet und wird in den verschiedensten Geschmacksrichtungen und Formen als Süßigkeit angeboten. Hauptsächlich wird zwischen süßem und salzigem Lakritz unterschieden. Vor allem in Skandinavien wird der Lakritze Salmiak beigemischt, das im Geschmack sehr intensiv ist. Im süddeutschen Sprachraum, in der Schweiz sowie in Österreich wird die süße Lakritze mundartlich oft auch Bärendreck genannt, weil der aus Ulm stammende Nürnberger Süßwarenfabrikant Karl Bär (Firma Zucker-Bär in St. Leonhard, 1913 bis 1974/84) auf viele Lakritzarten teilweise europaweit Patente innehatte. In Österreich ist Lakritze vergleichsweise wenig beliebt und schwieriger erhältlich, richtig salzige Varianten gibt es im allgemeinen Handel so gut wie gar nicht.

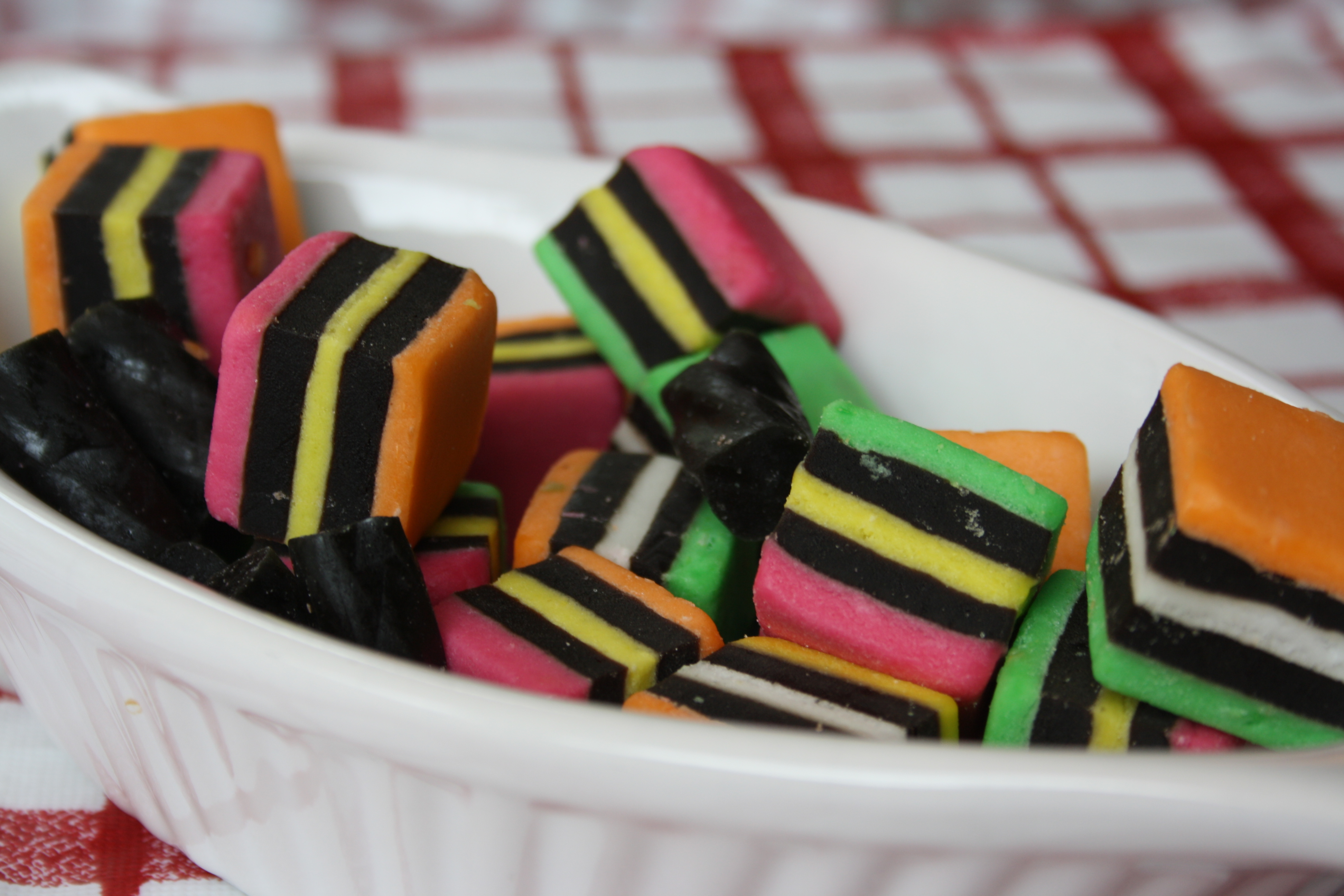
Lakritzkonfekt (liquorice allsorts)

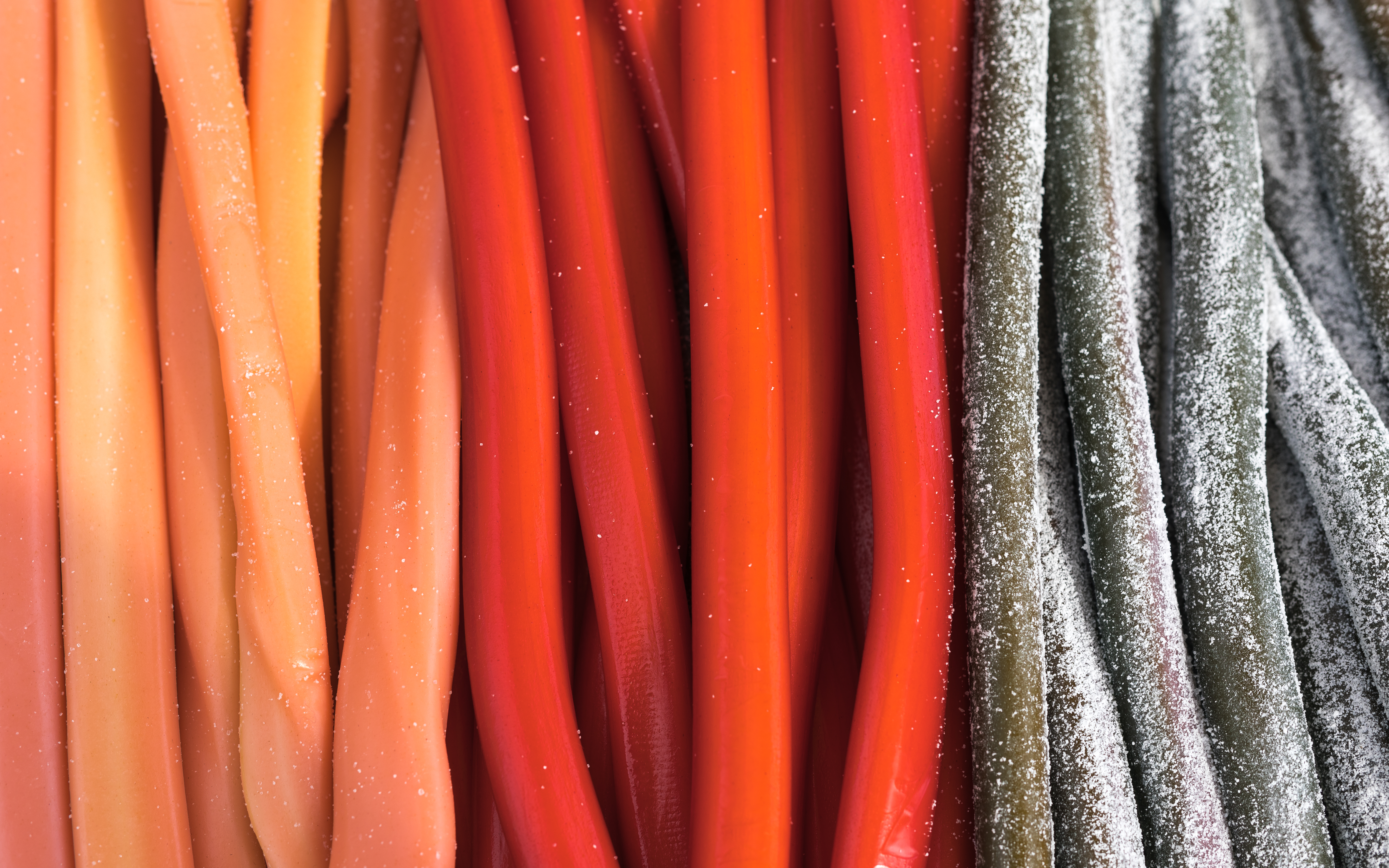
Lakritzstangen (rechts) an einem Verkaufsstand in Stockholm

Aus Großbritannien stammen die sogenannten liquorice allsorts, bei denen Stücke von Lakritz als Lakritzkonfekt mit verschieden aromatisierten, lakritzefreien Schichten umhüllt oder gefüllt werden; unter verschiedenen Markennamen werden liquorice allsorts international verkauft, in Deutschland wird das Lakritzkonfekt beispielsweise von Haribo als Konfekt und Bestandteil der Mischung Color-Rado vertrieben.

## Lakritz als Getränk
In der arabischen Welt, besonders in Ägypten und Syrien, sind Aufgüsse aus Lakritzpulver, kühl getrunken, als Erfrischungsgetränk beliebt. Bekannt sind die Getränke unter ihrem arabischen Namen (arabisch عرقسوس, DMG ʿaraqsūs), wo ʿaraqsūs vor dem Fastenbeginn zum Sahurmahl getrunken wird. Das Getränk wird vorzugsweise von Straßenhändlern verkauft, die es aus kunstvoll gearbeiteten Kanistern an Passanten ausschenken.
In Finnland ist der sogenannte Salmiakki Koskenkorva oder Salmiakki Kossu weitverbreitet. Es ist ein Mischgetränk auf Basis des Koskenkorva Viina (Kossu), eines wodkaähnlichen finnischen Schnapses. Die tiefschwarze Spirituose hat 32 Volumenprozent Alkohol und schmeckt intensiv nach Lakritze. Sie wird, besonders im norddeutschen Sprachraum, auch als Vogelsuppe bezeichnet. In Holstein wird Lakritz in Korn oder Köm aufgelöst und als Swarte Sööch (niederdeutsch für Schwarze Sau) getrunken.
Auch in Island gibt es Wodka-Mischgetränke mit Lakritzgeschmack. Die im Land beliebten Lakritzgummis Opal und Tópas sind beide als pechschwarze, alkoholische Getränke erhältlich und haben einen sehr scharfen und intensiven Geschmack. In Italien und Deutschland ist vor allem Lakritzlikör verbreitet.

## Verbreitung und Verbrauch
Da das Süßholz aus dem Vorderen Orient herangeschafft werden musste, ist Lakritze vor allem in Küstenregionen bekannt und geschätzt. Stark verbreitet ist sein Genuss z. B. in den Küstenregionen Frankreichs, in Italien, in Skandinavien und in England. In Deutschland wurde Süßholz früher in unterschiedlichen Regionen vor allem im Süden angebaut, jedoch ging der Anbau stark zurück und wird heute nur noch von einzelnen Privatleuten und in Bamberg von der Bamberger Süßholz-Gesellschaft betrieben.
Den weltweit höchsten Lakritzeverbrauch haben die Niederländer mit zwei Kilogramm pro Person und Jahr. In Deutschland ist der Verbrauch im Norden und Westen deutlich höher als im Süden oder Osten; hier werden etwa 200 Gramm pro Person und Jahr verbraucht. In Österreich ist der Verbrauch vernachlässigbar.

## Zusammensetzung von Lakritzwaren

### Glycyrrhizin
Lakritz kann den Elektrolythaushalt des Körpers beeinflussen, insbesondere den Verlust von Kalium, und zu Bluthochdruck, Kopfschmerzen und Ödemen führen. Diese Wirkung beruht darauf, dass einer der Hauptinhaltsstoffe der Lakritze (Glycyrrhizin) den Mineralocorticoidstoffwechsel beeinflusst. Die mineralocorticoide Wirkung von Cortisol in den Hauptzellen des Nieren-Sammelrohrs und damit die Expression von ENaC, ROMK, der Na+/K+-ATPase sowie der Proteinkinase SGK1 werden verstärkt. Normalerweise wird Cortisol in den Hauptzellen durch die 11β-Hydroxysteroiddehydrogenase 2 inaktiviert. Lakritze hemmt dieses Enzym. Derselbe Mechanismus hemmt auch den Abbau von 4-(Methylnitrosamino)-1-(3-pyridyl)-1-butanon (NNK). NNK trägt als wichtiges Karzinogen der Zigarette zum Lungenkrebsrisiko bei. Die deutsche Tabakverordnung erlaubt den Zusatz von Lakritz als Aromastoff, der Gehalt in verschiedenen Zigarettenmarken kann auf der Website des BMEL nachgeschlagen werden. Auch kann Lakritze möglicherweise beim Verzehr in der Schwangerschaft nachhaltig die kognitive und körperliche Entwicklung der Kinder beeinflussen, so warnt eine Langzeitstudie aus Finnland von 2017.
Lakritz hat zudem eine antibakterielle und antimykotische Wirkung. Die antivirale Wirkung des Wirkstoffs Glycyrrhizin wurde in verschiedenen Untersuchungen gegen das HIV-1, das Hepatitis C-Virus und auch Coronaviren nachgewiesen.
Obwohl derzeit noch keine gesetzlichen Höchstgrenzen für Glycyrrhizin festgelegt worden sind, warnt das Bundesinstitut für Risikobewertung dennoch vor übermäßigem Lakritzgenuss. Lakritzprodukte, die mehr als 200 Milligramm Glycyrrhizin pro 100 Gramm Lakritze enthalten, müssen in Deutschland als Starklakritz gekennzeichnet sein.

### Salmiak-Beimischung
Ein weiterer charakteristischer Bestandteil von Lakritzwaren ist Ammoniumchlorid, auch Salmiak genannt (siehe Salmiakpastillen). In Deutschland dürfen Lebensmittel ohne Warnhinweis auf der Verpackung nicht mehr als 2 Prozent Salmiak enthalten. Lakritzwaren mit einem höheren Gehalt an Salmiak müssen einen Warnhinweis auf der Verpackung haben. Dieser lautet:
1. Erwachsenenlakritz – kein Kinderlakritz bei Gehalten über 2 bis 4,49 %
2. Extra stark, Erwachsenenlakritz – kein Kinderlakritz bei Gehalten über 4,49 bis 7,99 %[15]

## Sonstiges
- Im Film Goldrausch konnte der Schauspieler Charlie Chaplin seine Schuhe und Schnürsenkel verspeisen, weil diese Requisiten aus Lakritze gefertigt waren.
- Napoleon Bonaparte soll stets Süßholzpulver bei sich getragen haben.[7]
- Berner Bärendreck (i.e. „Berner Lakritz“) ist der Titel eines Kriminalromans des Schweizer Autors Stefan Haenni.[16]
- Die Lakritzmünzen der Firma Haribo wurden ab 1925 als Negertaler, umgangssprachlich auch Negergeld, vertrieben; wegen der rassistischen Konnotation des Ausdrucks wurden sie 1993 umbenannt.[17]